# Acanthocerus cruciger
Acanthocerus cruciger är en insektsart som först beskrevs av Tigny 1813.  Acanthocerus cruciger ingår i släktet Acanthocerus och familjen bredkantskinnbaggar. Inga underarter finns listade i Catalogue of Life.